# Clima zonal
Clima zonal é uma subunidade climática do macroclima, correspondendo a uma determinada zona ou faixa. As zonas da Terra, definidas desde a Grécia Antiga como tórrida, tropical, temperada, frígida e polar, são as unidades mais conhecidas desta dimensão.